# جيمي ديفيس (كاتب أغاني)
جيمي ديفيس (بالإنجليزية: Jimmy Davis)‏ هو كاتب أغاني أمريكي، ولد في 1915 في ماديسون في الولايات المتحدة، وتوفي في 1997 في باريس في فرنسا.

## وصلات خارجية
- جيمي ديفيس على موقع IMDb (الإنجليزية)
- جيمي ديفيس على موقع ميوزك برينز (الإنجليزية)
- جيمي ديفيس على موقع ديسكوغز (الإنجليزية)